# 天大将军六
仙女座υ（天大将军六，Upsilon Andromedae、υ Andromedae、υ And）是一個位在仙女座的聯星系統，距離地球約44光年。主星天大將軍六A是一個比太陽年輕的黃-白矮星，伴星天大將軍六B是距離主星很遠的紅矮星。
自從2010年起已確定有四顆太陽系外行星環繞主星天大將軍六A。已知的四顆行星都是類似木星的氣體巨行星。天大將軍六是太陽以外第一個行星系中發現多顆行星的主序星，並且也是第一個已知在聚星中有多顆行星的。天大將軍六A是NASA於2011年取消的類地行星發現者最優先100顆搜尋行星的恆星中第21個。

## 距離和光度
天大將軍六是距離地球相對較近的恆星：依巴谷卫星量測天大將軍六A的視差是74.12毫角秒，相當於13.49秒差距（44光年）。天大將軍六A的視星等是在輕度光害的夜空中仍可被肉眼看到的+4.09，在天球上距離仙女座星系10度。較暗的天大將軍六B則只能用望遠鏡觀測。

## 系統成員星
天大將軍六A是一顆光譜類型F8V的黃-白矮星。該行星與太陽類似，但較年輕，且質量、光度都較太陽高。根據日內瓦－哥本哈根巡天資料，天大將軍六A年齡約31億年，並且鐵和氫的成分比例和太陽接近。它的質量大約是1.3倍太陽質量，因此其壽命將比太陽稍短。在天大將軍六A適居帶內的行星從母星接受的紫外線輻射量應與地球相當。
天大將軍六B是一個光譜類型M4.5V的紅矮星，光度與質量都遠低於太陽，距離主星750天文單位（以天球面為準）。兩顆恆星之間的真實距離目前仍未知，因此前述的距離是最小值。天大將軍六B於2002年2微米全天巡天的資料中被發現。
華盛頓雙星目錄列出了天大將軍六的兩顆光學雙星成員星；但這兩顆恆星的自行和天大將軍六並不相同，因為它們只是在天球上和天大將軍六相當接近。

## 行星系統
天大將軍六中距離母星最近的行星於1996年被發現，並於1997年1月和右攝提二的行星以及最接近轩辕增十九的行星一起公布。發現者是舊金山州立大學的傑佛瑞·馬西和保羅·巴特勒。這個後來被稱為仙女座υb的行星經由偵測行星的重力造成母恆星徑向速度改變的方式發現。因為仙女座υb相當靠近母恆星，因此對恆星造成的振動相當大，可以很容易被偵測到。它可能是使恆星色球活動增強的原因。

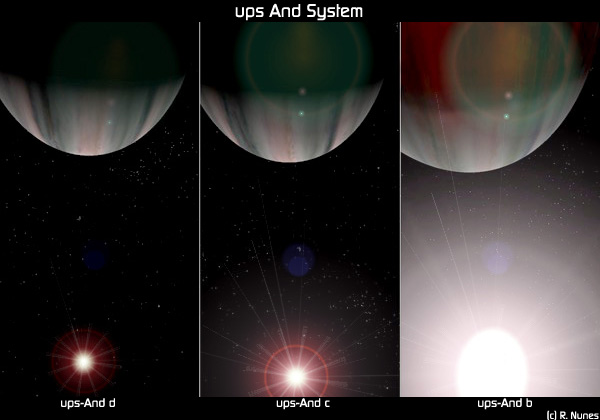
藝術家筆下從天大將軍六A的三顆行星觀測母星的狀況。

即使將仙女座υb的因素考慮進去，徑向速度量測仍有明顯的殘差，這代表可能有第二顆行星存在。1999年時，旧金山州立大学和哈佛-史密松天体物理中心的天文學家各自獨立發表了三個行星存在的模型最符合徑向速度變化的狀態。這兩顆較外側的行星後來隨著與母恆星的距離增加被命名為仙女座υc和仙女座υd。這兩顆行星的軌道離心率都遠高於太陽系中的行星（包含冥王星）。仙女座υd位於這個行星系的適居帶中。
這個行星系統並不是共面的。仙女座υc和仙女座υd軌道之間夾角為30°。在2001年，原本的天文測量資料認為最外側行星在天球平面上的軌道傾角是155.5°。但之後的資料處理技術顯示依巴谷衛星的量測不夠準確，不足以充分表示次恆星伴星的軌道狀況。同時，對最內側恆星天體測量的結果顯示軌道傾角限制在30-90°之間。完整報告在2008年出版。仙女座υc的軌道以6700年為週期在圓形和橢圓形之間變動。因為太小或太遠目前而未被偵測到的行星存在可能性並未被排除，雖然距離天大將軍六A約5天文單位處存在質量相當於木星的行星會使該系統不穩定。
一些模擬結果顯示，系統中行星的軌道離心率增加可能是因為外側行星和第四顆行星接近的原因，結果就是第四顆行星被彈出這個行星系統或遭到摧毀。如果是這樣的話，這顆行星應該會立刻被彈出系統，雖然目前仍不清楚詳細狀況如何。其他的模型也是有可能的。但是在2010年在該系統中發現了第四顆行星（仙女座υe）。這顆行星和仙女座υd成3:1共振關係。
目前並未發現天大將軍六周圍有類似太陽系的柯伊伯带的塵埃星周盤。這可能是因為伴星從天大將軍六A系統外側造成擾動將原本環繞在行星系外圍的物質清除了。
| 成員 (依恆星距離) | 质量              | 半長軸 (AU)      | 轨道周期 (天)       | 離心率            | 傾角 | 半径 |
| ----------------- | ----------------- | ---------------- | ------------------- | ----------------- | ---- | ---- |
| b                 | 1.4 MJ            | 0.0595 ± 0.0034  | 4.617136 ± 0.000047 | 0.013 ± 0.016     | —    | —    |
| c                 | 13.98 MJ          | 0.832 ± 0.048    | 241.33 ± 0.20       | 0.224 ± 0.021     | —    | —    |
| d                 | 10.25 MJ          | 2.53 ± 0.15      | 1278.1 ± 2.9        | 0.267 ± 0.021     | —    | —    |
| e (未确认)        | ≥1.059 ± 0.028 MJ | 5.2456 ± 0.00067 | 3848.86 ± 0.74      | 0.00536 ± 0.00044 |      |      |

## 外部連結
- . San Francisco State University. Lick Observatory.   [2008-06-23]. （原始内容存档于2012-03-21）.
- . SpaceDaily. 2005-04-14  [2008-06-23]. （原始内容存档于2012-03-21）.
- . Extrasolar Visions.   [2008-06-23]. （原始内容存档于2004-10-15）.
- . The Internet Encyclopedia of Science.   [2008-06-23]. （原始内容存档于2020-11-22）.
- . The Planet Project.   [2008-06-23]. （原始内容存档于2008-05-18）.
- . SolStation.   [2008-06-23]. （原始内容存档于2021-02-12）.
- . Harvard-Smithsonian Center for Astrophysics.   [2008-06-23]. （原始内容存档于2008-04-24）.
- . AlcyoneEphemeris.   [2008-06-23]. （原始内容存档于2018-09-29）.
- HR 0458 （页面存档备份，存于）
- CCDM 01367+4125 （页面存档备份，存于）
- Hypothetic object ups And e （页面存档备份，存于）
- Extrasolar Planet Interactions （页面存档备份，存于） by Rory Barnes & Richard Greenberg, Lunar and Planetary Lab, University of Arizona
- Sky map